# Liste der Geotope im Landkreis München
Diese Liste enthält die Geotope des Oberbayerischen Landkreises München in Bayern.
Die Liste enthält die amtlichen Bezeichnungen für Namen und Nummern des Bayerischen Landesamt für Umwelt (LfU) sowie deren geographische Lage.
Diese Liste ist möglicherweise unvollständig. Im Geotopkataster Bayern sind etwa 3.400 Geotope (Stand März 2020) erfasst. Das LfU sieht einige Geotope nicht für die Veröffentlichung im Internet geeignet. Einige Objekte sind zum Beispiel nicht gefahrlos zugänglich oder dürfen aus anderen Gründen nur eingeschränkt betreten werden.
| Name                                               | Bild           | Geotop ID | Gemeinde / Lage                | Geologische Raumeinheit        | Beschreibung | Fläche m² / Ausdehnung m | Geologie                                                                                        | Aufschlussart       | Wert               | Schutzstatus                        | Bemerkung                       |
| -------------------------------------------------- | -------------- | --------- | ------------------------------ | ------------------------------ | --- | ------------------------ | ----------------------------------------------------------------------------------------------- | ------------------- | ------------------ | ----------------------------------- | ------------------------------- |
| Klettergarten Baierbrunn                           | weitere Bilder | 184A001   | Baierbrunn Position            | Paar-Isar-Region               | Im Bereich des Klettergartens liegen Hochterrassenschotter über verfestigten Schottern (Nagelfluh) der Günz- bis Mindeleiszeit. Niederterrassenschotter stehen knapp westlich davon an. Klar erkenntlich sind geologische Orgeln sowie Paläoböden. Der Aufschluss ist eine der Schlüsselstellen der Eiszeitforschung. | 3000 300 × 10            | Typ: Standard-/Referenzprofil, Fossiler Boden, Schichtfolge, Geologische Orgel Art: Konglomerat | Hanganriss/Felswand | besonders wertvoll | Landschaftsschutzgebiet, FFH-Gebiet | Bayerns schönste Geotope Nr. 18 |
| Aufschluss am Hangrutsch Baierbrunn                | weitere Bilder | 184A002   | Baierbrunn Position            | Paar-Isar-Region               | Durch den Hangrutsch (1979) entstand ein ca. 28 Meter hoher Steilhang aus mittel- bis altpleistozänen Schottern, die teilweise zu Nagelfluh verbacken sind. Auf einer Breite von 75 Metern ist eine Rinne mit Restschottern und Feinsedimenten gefüllt. Die Schotter überlagern hier einander, im Gegensatz zu den Riß-Iller-Lech-Gebieten, weshalb der Aufschluss als große Seltenheit betrachtet werden sollte.                                                    | 2500 250 × 10            | Typ: Schichtfolge, Sedimentstrukturen, Rutschung Art: Konglomerat                               | Hanganriss/Felswand | besonders wertvoll | Landschaftsschutzgebiet, FFH-Gebiet |                                 |
| Ehemaliger Steinbruch Deisenhofen                  | weitere Bilder | 184A003   | Oberhaching Position           | Paar-Isar-Region               | Im Steinbruch stehen zu Nagelfluh verbackene Deckenschotter an. Unmittelbar unter der Grubenoberkante greifen geologische Orgeln mit einer Füllung aus Verwitterungslehm und Steinen mehrere Meter tief in den Schotter ein. Eine Trennschicht mit feinkörnigem Sandstein deutet auf eine Sedimentationsunterbrechung zwischen zwei Schüttungen hin. Der Aufschluss ist Teil eines Profils, das als Richtprofil für die Gliederung der Münchner Schotterebene dient. | 2400 150 × 16            | Typ: Schichtfolge, Geologische Orgel Art: Konglomerat                                           | Steinbruch          | besonders wertvoll | Landschaftsschutzgebiet             |                                 |
| Gleißental SW von Deisenhofen                      | weitere Bilder | 184R002   | Oberhaching Position           | Paar-Isar-Region               | Durch den Schmelzwasserstrom aus dem Gletschertor des Deininger Gletscherlobus (ein Teil des Loisachgletschers) wurde das heute trockene Tal herauserodiert. | 400000 2000 × 200        | Typ: Schmelzwassertal Art: Moräne, Schotter                                                     | kein Aufschluss     | wertvoll           | Landschaftsschutzgebiet             |                                 |
| Georgenstein E von Baierbrunn                      | weitere Bilder | 184R004   | Grünwalder Forst Position      | Paar-Isar-Region               | Der Georgenstein ist ein großer Block von Deckenschotter, der vom östlichen Isarhang abgerissen und auf den unterlagernden, tonig-mergeligen Tertiärschichten (Miozän) in das Flussbett gerutscht ist. Der Nagelfluhblock ist mit der Statue des Hl. Georgs versehen. | 70 10 × 7                | Typ: Felsblock Art: Blöcke                                                                      | Block               | wertvoll           | Landschaftsschutzgebiet, FFH-Gebiet |                                 |
| Bachschwinde Gleißental SE von Großdingharting     | weitere Bilder | 184R005   | Straßlach-Dingharting Position | Isar-Loisach-Jungmoränenregion | Das Gleißental ist eine etwa 40 m tief in Mindel-Schotter eingeschnittene würmzeitliche Schmelzwasserrinne des Isargletschers und bildet heute ein Trockental. Der Gleißenbach versickert bereits nach wenigen hundert Metern. Diese Bachschwinde lässt sich auf einer Strecke von etwa 200 m auch morphologisch anhand immer flacher und undeutlicher werdender Unterschneidungskanten nachvollziehen.                                                              | 4000 200 × 20            | Typ: Bachschwinde Art: Moräne, Schotter                                                         | kein Aufschluss     | wertvoll           | Landschaftsschutzgebiet             |                                 |
| Toteisloch mit Moränenkuppe NE von Kleinhelfendorf |                | 184R003   | Aying Position                 | Inn-Chiemsee-Jungmoränenregion | Das Toteisloch aus dem Jung-Pleistozän ist morphologisch nicht sehr ausgeprägt, besitzt aber ökologischen Wert. In direkter Nachbarschaft liegen die westlichsten Moränenstaffeln des Inn-Vorlandgletschers. | 15000 250 x 60           | Typ: Toteisloch, End-(Wall-) Moräne Art: Moräne                                                 | kein Aufschluss     | bedeutend          | kein Schutzgebiet                   |                                 |